# Michelle Dockery
Michelle Suzanne Dockery (født 15. december 1981) er en engelsk skuespiller. Hun er bedst kendt for sin rolle som Lady Mary Crawley i ITV's historiske dramaserie Downton Abbey (2010–2015), som hun blev nomineret til Golden Globe Award og tre på hinanden følgende Primetime Emmy Awards for Outstanding Lead Actress in a Drama Series. Hun gentog sin rolle i filmene Downton Abbey (2019) og Downton Abbey: A New Era (2022).

## Filmografi

### Film
| År   | Titel                                                           | Rolle                   | Noter           |
| ---- | --------------------------------------------------------------- | ----------------------- | --------------- |
| 2010 | Spoiler                                                         | Goth Girl               | Short film      |
| 2010 | Shades of Beige                                                 | Jodie                   | Short film      |
| 2011 | Hanna                                                           | False Marissa           |                 |
| 2012 | Out of Time                                                     | Christine               | Short film      |
| 2012 | Anna Karenina                                                   | Princess Myagkaya       |                 |
| 2012 | A Poem Is...                                                    | Narrator                | Voice           |
| 2012 | Angelic Voices: The Choristers of Salisbury Cathedral           | Narrator                | Documentary     |
| 2014 | Non-Stop                                                        | Nancy Hoffman           |                 |
| 2014 | Tough Justice                                                   | Connie Tough            | Short film      |
| 2015 | Self/less                                                       | Claire Hale             |                 |
| 2015 | Many Beautiful Things                                           | Voice of Lilias Trotter | Documentary     |
| 2015 | District Zero: What's Hidden Inside the Smartphone of a Refugee | Narrator                | Documentary     |
| 2017 | The Sense of an Ending                                          | Susie Webster           |                 |
| 2019 | Downton Abbey                                                   | Lady Mary Talbot        |                 |
| 2019 | The Gentlemen                                                   | Rosalind "Roz" Pearson  |                 |
| 2022 | Downton Abbey: A New Era                                        | Lady Mary Talbot        |                 |
| 2023 | Boy Kills World                                                 | Melanie van der Koy     |                 |
| 2024 | Flight Risk                                                     | Madelyn Harris          | Post-production |
| 2024 | Here                                                            |                         | Post-production |
| 2025 | Untitled Downton Abbey: A New Era sequel                        | Lady Mary Talbot        | Filming         |
| TBA  | Please Don't Feed the Children                                  |                         | Post-production |

### Television
| År        | Titel                                    | Rolle                    | Noter                                |
| --------- | ---------------------------------------- | ------------------------ | ------------------------------------ |
| 2005      | Fingersmith                              | Betty                    | Miniseries                           |
| 2006      | Hogfather                                | Susan / Death of Rats    | Television film                      |
| 2007      | Consent                                  |                          | Television film                      |
| 2007      | Dalziel and Pascoe                       | Aimee Hobbs              | 2 episodes                           |
| 2008      | Heartbeat                                | Sue Padgett              | Episode: "Take Three Girls"          |
| 2008      | Poppy Shakespeare                        | Dawn                     | Television film                      |
| 2009      | Red Riding: In the Year of Our Lord 1974 | Kathryn Taylor           | Television film                      |
| 2009      | Red Riding: In the Year of Our Lord 1983 | Kathryn Taylor           | Television film                      |
| 2009      | The Courageous Heart of Irena Sendler    | Ewa Rozenfeld            | Television film                      |
| 2009      | The Turn of the Screw                    | Ann                      | Television film                      |
| 2009      | Waking The Dead                          | Gemma Morrison           | 2 episodes                           |
| 2009      | Return to Cranford                       | Erminia Whyte            | 2 episodes                           |
| 2010–2015 | Downton Abbey                            | Lady Mary Crawley        | Hovedrolle; 52 episoder              |
| 2012      | Restless                                 | Ruth Gilmartin           | Miniseries                           |
| 2012      | American Dad!                            | Margaret Watkins         | Voice 1 episode                      |
| 2012      | The Hollow Crown                         | Lady Kate Percy          | "Henry IV, Part I and Part II"       |
| 2013      | Family Guy                               | Lady Mary Crawley        | Voice Episode: "Boopa-dee Bappa-dee" |
| 2015      | Japan: Earth's Enchanted Islands         | Narrator                 | BBC2 Documentary Series              |
| 2016–2017 | Good Behavior                            | Letty Raines             | Main cast; 20 episodes               |
| 2017      | Angie Tribeca                            | Victoria Nova            | 1 episode                            |
| 2017      | Godless                                  | Alice Fletcher           | Miniseries; 7 episodes               |
| 2019      | Tuca & Bertie                            | Lady Netherfield (voice) | Episode: "The Deli Guy"              |
| 2020      | Defending Jacob                          | Laurie Barber            | Miniseries; 8 episodes               |
| 2020–2022 | Amphibia                                 | Lady Olivia (stemme)     | 9 episodes                           |
| 2022      | Anatomy of a Scandal                     | Kate Woodcroft           | Miniseries; 6 episodes               |
| 2024      | This Town                                | Estella                  | Main cast                            |

### Teater
| År        | Titel                    | Rolle             | Noter                       |
| --------- | ------------------------ | ----------------- | --------------------------- |
| 2004      | His Dark Materials       | Jessie            | National Theatre            |
| 2005      | Henry IV, Parts I og II  | Carrier           | National Theatre            |
| 2005      | The UN Inspector         | Female activist   | National Theatre            |
| 2005      | Pillars of the Community | Dina              | National Theatre            |
| 2007      | Dying for It             | Kleopatra         | Almeida Theatre             |
| 2007      | Pygmalion                | Eliza Doolittle   | UK tour                     |
| 2008      | Uncle Vanya              | Yelena            | UK tour                     |
| 2008      | Pygmalion                | Eliza Doolittle   | Old Vic Theatre             |
| 2009      | Burnt by the Sun         | Maroussia         | National Theatre            |
| 2010      | Hamlet                   | Ophelia           | Crucible Theatre, Sheffield |
| 2017–2018 | Network                  | Diana Christensen | National Theatre, London    |